# 松平頼煕 (松平大膳家)
松平 頼煕（まつだいら よりひろ）は、江戸時代中期の高松松平家御厄介（一門）。松平大膳家第2代当主。通称は左近、志摩。号は一風。

## 生涯
初代当主・松平頼芳（松平頼重の七男）の子として誕生した。母は津袮（大高氏）。
元禄17年（1704年）、連枝として2000石を与えられる。享保20年（1735年）3代藩主・松平頼豊（頼煕の従弟にあたる）が死去すると、頼煕の長男・頼桓がその婿養子として4代藩主となり、自らは頼桓の後見を務めた。元文元年（1736年）、隠居して家督を次男の頼珍（のちの蜂須賀宗鎮）に譲った。元文2年（1737年）9月22日没、享年38。
儒学者・宮村経弼を師とし、漢籍に詳しい教養人で、2代藩主・松平頼常の創設した講堂を再興した。

## 系譜
- 室：伊予 - 佐野周殊の娘
  - 長男：頼桓（1720年 - 1739年） - 松平頼豊養子・高松藩4代藩主
  - 次男：頼珍 / 蜂須賀宗鎮（1721年 - 1780年） - 松平大膳家3代当主、のち蜂須賀宗英養子・徳島藩8代藩主
- 室：渡辺氏
  - 三男：頼央 / 蜂須賀至央（1737年 - 1754年） - 松平大膳家4代当主、のち蜂須賀宗鎮養子・徳島藩9代藩主